# Гренада (Миссисипи)
Гренада (англ.  Grenada ) — город и административный центр округа Гренада в штате Миссисипи США.

## Описание
Административный центр округа Гренада с 1870 года. Расположен вдоль реки Ялобуша на восточном краю долины реки Миссисипи, в 111 милях (179 км) к северу от Джексона, северо-центральная часть Миссисипи. Образован в 1836 году путём слияния Таллахомы и Питтсбурга, двух деревень, основанных конкурирующими спекулянтами в 1833 году. Во время Гражданской войны в США генерал Конфедерации Джон К. Пембертон разместил свою штаб-квартиру в Гренаде, сопротивляясь войскам Союза генерала Улисса С. Гранта в Виксберге в 1862 году. Экономика Гренады основана на производстве, включая отопительное и холодильное оборудование, чулочно-носочные изделия, газетную бумагу, автомобильные детали и изделия из древесины.

## Население
1. Н/Д[4]
2. Н/Д[5]